# 58-ма Премія мистецтв Пексан
58-ма Церемонія Премії мистецтв Пексан (кор. 제58회 백상예술대상) — відбулася в Кояні (KINTEX) 6 травня 2022 року. У Південній Кореї премія транслювалася на телеканалі jTBC, а глобально — у TikTok. Ведучими були Сін Тон Йоп, Пе Сюзі та Пак Бо Гом. Ця церемонія стала першою церемонією за 2 роки з початку пандемії Covid-19, яка пройшла офлайн разом із глядачами.

## Номінанти та переможці
Повний список номінантів та переможців. Переможці виділені жирним шрифтом та подвійним хрестиком ().

### Кіно
| Тесан (Велика нагорода) - Рю Син Ван (режисер) — «Втеча з Могадішо» - «Втеча з Могадішо» (фільм) | Найкращий фільм - «Втеча з Могадішо» - «Королеробець» - «Диво: Лист до президента» - «Сестри по шиттю» - «Нічого серйозного» |
| Найкраща режисерська робота - Пьон Сон Хьон — «Королеробець» - Рю Син Ван — «Втеча з Могадішо» - Пак Тон Хун — «У наші найкращі часи» - Лі Чан Хун — «Диво: Лист до президента» - Чон Ка Йон — «Нічого серйозного»                                                           | Найкращий режисерський дебют - Чо Ин Джі — «Можливо, кохання» - Кім Чхан Джу — «Дзвінок від невідомого» - Нам Кун Сон — «Десять місяців» - Пхіль Кам Сон — «Заручник: Зникла знаменитість» - Хон Сон Ин — «Одинаки» |
| Найкраща чоловіча роль - Соль Кьон Ґу — «Королеробець» як Кім Ун Бом - Кім Юн Сок — «Втеча з Могадішо» як Хан Сін Сон - Лі Сон Ґьон — «Створення короля» як Со Чхан Де - Чон У — «Запальний» як Пак Хі Со - Чхве Мін Сік — «У наші найкращі часи» як Лі Хак Сон              | Найкраща жіноча роль - Лі Хє Йон — «Навпроти вашого обличчя» як Сан Ок - Ко Ду Сім — «Вічне сяйво» як Чін Ок - Пак Со Дам — «Спеціальна доставка» як Ин Ха - Ім Юна — «Диво: Лист до президента» як Сон Ра Хі - Чон Чон Со — «Нічого серйозного» як Ча Йон                                                                              |
| Найкраща чоловіча роль другого плану - Чо У Джін — «Королеробець» як директор Лі - Ку Кьо Хван — «Втеча з Могадішо» як Тхе Чун Ґі - Пак Йон У — «Поза тілом» як директор Пак - Сон Ю Бін — «Можливо, кохання» як Кім Сон Ґьон - Хо Чун Хо — «Втеча з Могадішо» як Рім Йон Су | Найкраща жіноча роль другого плану - Лі Су Ґьон — «Диво: Лист до президента» як Чон По Ґьон - Кім Со Джін — «Втеча з Могадішо» як Кім Мьон Хі - Кім Че Хва — «Втеча з Могадішо» як Чо Су Джін - Сім Таль Ґі — «Сніжка» як А Рам - О На Ра — «Можливо, кохання» як Мі Е                                                                  |
| Найкращий акторський дебют (чоловіки) - Лі Хон Не — «Запальний» як А Мі - Кім Тон Хві — «У наші найкращі часи» як Хан Чі У - Кім Чі Бом — «Заручник: Зникла знаменитість» як Чхве Кі Ван - Му Чін Сон — «Можливо, кохання» як Ю Джін - Чон Чу Ґван — «Не аут» як Сін Кван Хо | Найкращий акторський дебют (жінки) - Лі Ю Мі — «Проблеми молоді» як Юн Се Джін - Кон Син Йон — «Одинаки» як Чі На - Пан Мін А — «Сніжка» як Кан І - Сохьон — «Любов на прив'язі» як Чон Чі У - Чхве Сон Ин — «Десять місяців» як Чхве Мі Ре                                                                                             |
| Найкращий сценарій - Чон Ка Йон, Ван Хє Чі — «Нічого серйозного» - Нам Кун Сон — «Десять місяців» - Рю Син Ван, Лі Кі Чхоль — «Втеча з Могадішо» - Пьон Сон Хьон, Кім Мін Су — «Королеробець» - Лі Йон Дже — «У наші найкращі часи»                                          | Технічна нагорода - Чхве Йон Хван (операторська робота) — «Втеча з Могадішо» - Кан Чон Ік, Со Пьон Чхоль (візуальні ефекти) — «Пірати: Останній королівський скарб» - Чо Хьон Ре (операторська робота) — «Королеробець» - Чхве Сон Ґьом (робота щодо трюків) — «Спеціальна доставка» - Хан А Рим (робота артдиректора) — «Королеробець» |

### Телебачення
| Тесан (Велика нагорода) - «Гра в кальмара» (серіал) (Netflix) | |
| Найкращий серіал - «Погоня за дезертирами» (Netflix) - «Двадцять п'ять, двадцять один» (tvN) - «Гра в кальмара» (Netflix) - «Червоний рукав» (MBC) - «Політична лихоманка» (Wavve) | Найкраща режисерська робота - Хван Дон Хьок — «Гра в кальмара» - Юн Сон Хо — «Політична лихоманка» - Лі На Джон — «Моє» - Чон Чі Ін — «Червоний рукав» - Хан Чон Хі — «Погоня за дезертирами» |
| Найкраща розважальна програма - «Вулична жінка-боєць» (Mnet) - «Падаючі зірки» (SBS) - «Пекло для самотніх» (Netflix) - «Вікторина Ю у кварталі» (tvN) - «Обмін коханням» (TVING) | Найкраща освітня програма - «Документальний інсайт: Національний представник» (KBS) - «Світлі голови» (EBS) - «Історія про день, коли ви вкусили свій хвіст: 3 сезон» (SBS) - «Мої золоті діти» (Channel A) - «Поцілуй всесвіт» (KBS) |
| Найкраща чоловіча роль - Лі Чун Хо — «Червоний рукав» як Лі Сан, ван Чонджо - Кім Нам Ґіль — «Через темряву» як Сон Ха Йон - Лі Чон Че — «Гра в кальмара» як Сон Гі Хун - Ім Сі Ван — «Відслідковувач» як Хван Тон Джу - Чон Хе Ін — «Погоня за дезертирами» як Ан Джун Хо                                  | Найкраща жіноча роль - Кім Тхе Рі — «Двадцять п’ять, двадцять один» як На Хі До - Кім Хє Су — «Ювенальне правосуддя» як Сім Ин Сок - Пак Ин Бін — «Любов короля» як кронпринц Лі Хві/Там І/Йон Сон - Лі Се Йон — «Червоний рукав» як Сон Ток Ін/Королівський благородний консорт Ийбін Сон - Хан Со Хі — «Моє ім'я» як Юн Чі У/О Хє Джін              |
| Найкраща чоловіча роль другого плану - Чо Хьон Чхоль — «Погоня за дезертирами» як Чо Сок Бон - Лі Ток Хва — «Червоний рукав» як ван Йонджо - Лі Хак Джу — «Політична лихоманка» як Кім Су Джін - Лі Хьон Ук — «Моє» як Хан Чі Йон - Хо Сон Те — «Гра в кальмара» як Чан Ток Су                              | Найкраща жіноча роль другого плану - Кім Сін Рок — «Поклик пекла» як Пак Чон Джа - Кан Маль Ґим — «Тридцять дев'ять» як Чха Мі Хьон - Кім Чжу Рьон — «Гра в кальмара» як Хан Мі Ньо - Ок Ча Йон — «Моє» як Кан Ча Ґьон - Чан Хє Джін — «Червоний рукав» як придворна дама Со                                                                          |
| Найкращий акторський дебют (чоловіки) - Ку Кьо Хван — «Погоня за дезертирами» як Хан Хо Йоль - Сін Син Хо — «Погоня за дезертирами» як Хван Джан Су - Ю Ін Су — «Усі ми мертві» як Юн Кві Нам - Чхве Хьон Ук — «Двадцять п'ять, двадцять один» як Мун Чі Ун - Тхан Чун Сан — «Клуб бадмінтону» як Юн Хе Ґан | Найкращий акторський дебют (жінки) - Кім Хє Джун — «Інспекторка Ку» як К / Сон І Ґьон - Лі Йон — «Ювенальне правосуддя» як Пек Сон У - Лі Ю Мі — «Усі ми мертві» як Лі На Йон - Чон Хо Йон — «Гра в кальмара» як Кан Се Бьок - Чхве І Хьон — «Усі ми мертві» як Чхве Нам Ра                                                                           |
| Найкращий учасник розважальної програми - Лі Йон Джін - Кім Ку Ра - Мун Се Юн - Чо Се Хо - Кі | Найкраща учасниця розважальної програми - Чу Хьон Йон - Сон Ин І - Лі Мі Джу - Лі Ин Джі - Хон Чін Ґьон |
| Найкращий сценарій - Кім Мін Сок — «Ювенальне правосуддя» - Кім Хон Ґі, Пак Ну Рі, Чхве Су Джін, Кан Чі Хьон, Юн Сон Хо — «Політична лихоманка» - Пек Мі Ґьон — «Моє» - Лі На Ин — «Наше улюблене літо» - Хван Дон Хьок — «Гра в кальмара»                                                                  | Технічна нагорода - Чон Че Іль (музика) — «Гра в кальмара» - Квон Тхе Ин (музика) — «Король замаскованих співаків», «Заспівай знову: 2 сезон», «Пхунню», «Супергурт: 2 сезон» - Кім Хва Йон (операторська робота) — «Червоний рукав» - Ом Йон Сік, Кім Та Хі (анімація) — «Клітини мозку Юмі» - Чхе Кьон Сон (робота артдиректора) — «Гра в кальмара» |

### Театр
| П'єса Пексан - Чактанмо (театр) — «Турецький марш» - Ханттансе (театр) — «Одне слова замість 10000 слів» - «Дорожнє вбивство у театрі» (п'єса) (Національна театральна компанія) - «Падіння II» (п'єса) (Проєктна група «Ппа-Табаб») - «Хонпхьон Кукджон» (п'єса) (Театр 907) | Найкраща коротка п'єса - Кім Мі Ран (режисер) — «Це може бути невдалою історією» - «Над натовпом: Розгадуючи історію» (п'єса) (Пансорія Джіт Нолле Бокс) - Лі О Джін (режисер і сценарист) — «Час дзвінка» - Лі Хон До (продюсер) — «Автобіографія Лі Хон До (Моє життя як драматургом)» - Хан Хьон Джу (продюсер) — «Будинок: Домашня соната» |
| Найкраща чоловіча роль - Пак Ван Ґю — «Червоні листочки» - Квон Чон Хун — «Сонце» - Кім Тон Хьон — «Чоловік, що друкує на друкарській машинці» - Юн Сан Хва — «Хороший монстр» - Чон Кьон Хо — «Янголи в Америці»                                                             | Найкраща жіноча роль - Хван Сун Мі — «Хонпхьон Кукджон» - Кан Чі Ин — «Лідер» - Пак Ин Ґьон — «Час нуруку» - Пак Чі Йон — «Це може бути невдалою історією» - Сін Юн Джі — «Хі Ін скаженіє від Клуб для молоді» |

### Особливі нагороди
| Нагороди                                       | Отримувач  |
| ---------------------------------------------- | ---------- |
| Нагорода за популярність (чоловіки) від TikTok | Лі Чун Хо  |
| Нагорода за популярність (жінки) від TikTok    | Кім Тхе Рі |

## Виступи
| Виконавець                            | Виступ       | Прим.  |
| ------------------------------------- | ------------ | ------ |
| Команда телепрограми «Гарячі співаки» | «This Is Me» | [ 10 ] |